# Murata (fucile)
Il fucile Murata (村田銃?, Murata jyū) è stato il primo fucile d'ordinanza di produzione nazionale giapponese, adottato nel 1880 con la denominazione Meiji Type 13 Murata, versione monocolpo, cui seguirono versioni a ripetizioni manuale. Il nome del capostipite era dovuto all'anno di adozione da parte dell'esercito nipponico, il 13º del periodo Meiji in accordo al calendario giapponese.

## Storia
La genesi dell'arma fu molto lunga in quanto necessitava dello sviluppo di un'adeguata struttura industriale di supporto. In precedenza, fin dalla guerra Boshin, il moderno Esercito imperiale giapponese si era rifornito di varie armi di importazione, specialmente Chassepot francesi, Snider-Enfield britannici e Spencer statunitensi. Questo accadeva nonostante fossero trascorsi 300 anni dallo sviluppo dei primi fucili nazionali Tanegashima-teppō (o "fucili Nanban"), derivati dagli archibugi a miccia portoghesi.
L'esperienza in combattimento durante la guerra Boshin evidenziò la necessità di un modello standardizzato. L'Esercito giapponese era rimasto impressionato dalla cartuccia con bossolo metallico del fucile Gras francese. Il fucile monocolpo a otturatore girevole-scorrevole in calibro 11 mm venne sviluppato dal maggiore Murata Tsuneyoshi, un ufficiale di fanteria dell'Esercito imperiale e fu adottato nel tredicesimo anno del periodo Meiji con la denominazione Type 13, entrando in produzione nel 1880.
Modifiche marginali ad alcune componenti, come l'aggiunta di fermi per la baionetta, portarono nel 1885 alla nuova versione Type 18. Nello stesso anno furono sperimentate ulteriori modifiche, in particolari serbatoi integrali tubolari e prismatici. Nel 1889 entrò quindi in produzione un modello modificato a ripetizione manuale, con serbatoio tubulare, ricamerato in calibro 8 mm ed utilizzante, primo nella storia militare giapponese, cartucce a polvere infume, denominato Type 22.
Per i fucili Murata vennero realizzati tre modelli di baionetta: la Type 13 e la Type 18 erano usate sulle varianti monocolpo, mentre la Type 22 era compaibile con le varianti a ripetizione.

## Impiego

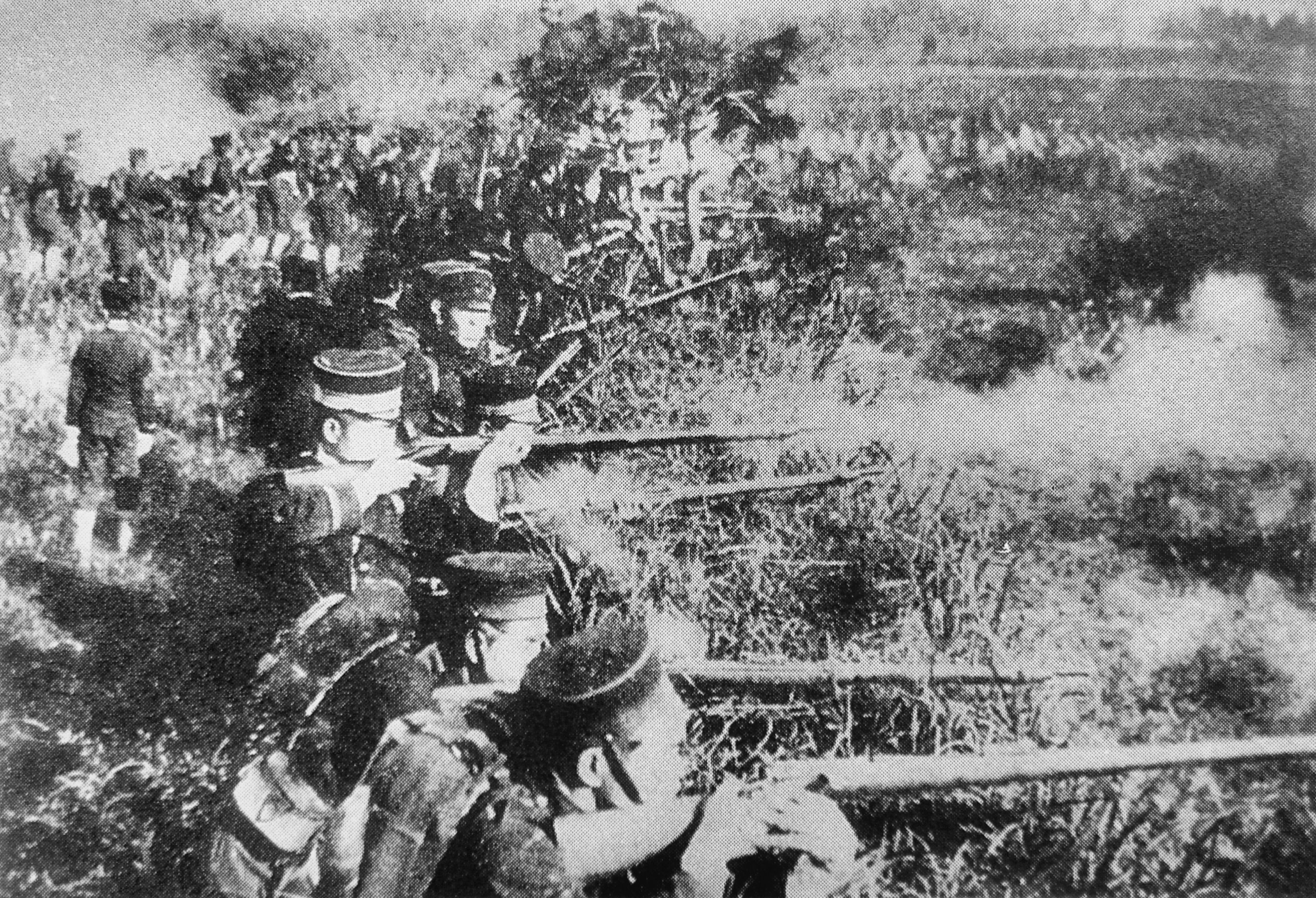
Soldati giapponesi durante la prima guerra sino-giapponese equipaggiati con fucili Murata.

Il fucile Murata era l'arma standard della fanteria dell'Esercito imperiale giapponese durante la prima guerra sino-giapponese (1894-1895) e la ribellione dei Boxer. Tuttavia i militari giapponesi si resero rapidamente conto dei limiti progettuali e tecnici del fucile, anche nella versione evoluta Type 22 e, sulla base delle lezioni apprese in combattimento contro i cinesi, essi decisero di rimpiazzarlo con il fucile Arisaka Type 30, progettato nel 1898 per usare moderne munizioni a polvere infume. L'Arisaka si dimostrò un'ottima arma in ogni situazione e su tutti i terreni ma, a causa della produzione insufficiente, durante la guerra russo-giapponese (1904-1905) molte unità di seconda linea erano ancora equipaggiate con i Type 22 Murata

## Varianti
- Type 13 (1880) - primo modello in calibro 11 × 60 mm R, a otturatore girevole-scorrevole, monocolpo.
- Type 16 (1883) - versione carabina in calibro 11 × 60 mm R, derivata dal Type 13, strutturalmente identica.
- Type 18 (1885) - versione definitiva in calibro 11 × 60 mm R, migliorato nei meccanismi interni e nell'ergonomia[6].
- Type 22 (1889) - modello a ripetizione manuale[non chiaro], in calibro ridotto a 8 × 53 mm R, con serbatoio tubulare da 8 colpi[6].
- Type 22 carabina (1889) - versione carabina del fucile Type 22 in calibro 8 × 53 mm R, con serbatoio tubulare da 5 colpi.
- Modelli civili: varie versioni ottenute da Type 13 e 18 radiati dal servizio militare, solitamente trasformati in fucili a canna liscia previa rimozione degli attacchi della baionetta e della rigatura.